# Cidinho & Doca
Cidinho & Doca ist ein brasilianisches DJ-Duo, das mit dem Hit Rap das Armas international bekannt wurde.

## Karriere
Cidinho (eigentlich Sidney da Silva) und Doca (eigentlich Marcos Paulo de Jesus Peizoto) stammen aus der Cidade de Deus, einem Stadtteil von Rio de Janeiro. Sie kannten sich schon seit der Kindheit, gingen auf dieselbe Schule und begannen schließlich, gemeinsam Musik zu machen. Sie nahmen erfolgreich an lokalen Rapwettbewerben teil.
1994 hatten sie mit dem Rap Das Armas einen ersten Radiohit. Richtig bekannt wurden sie mit dem Rap Da Felicidade, der die Hoffnung der Bewohner der Favelas auf ein sorgenfreies Leben zum Ausdruck bringt. Der Song ist ein Klassiker des Funk Carioca, eines Musikstils, der sich in den Armenvierteln Brasiliens entwickelt hat und dessen Songs sich um das Leben der Bewohner drehen. Im Rap Das Armas („Rap der Waffen“) imitiert der markante Refrain eine Salve aus einer Schnellfeuerwaffe und das Lied dreht sich um die allgegenwärtige Gewalt und Kriminalität. Seit diesen Hits sind Cidinho und Doca in Brasilien erfolgreich geblieben.
2007 wurde der Rap das Armas in dem Film Tropa de Elite verwendet, in dem es um Drogenkriminalität und gewaltsame Polizeieinsätze in ebendiesen Favelas geht. In Brasilien war der Film 2007 sehr erfolgreich und er wurde auch international vertrieben. 2008 wurde er mit dem Goldenen Bären ausgezeichnet. 
Der Rap das Armas wurde so auch im Ausland bekannt und von europäischen DJs aufgenommen und neu abgemischt. 2009 wurde er in einer Dance-Beat-Version als „Lucana Radio Mix“ in Europa populär. Er erreichte in den Niederlanden und Schweden Platz 1 der Charts und konnte sich z. B. auch in Finnland und Frankreich platzieren.

## Diskografie
Singles
- Rap das Armas (1994)
- Rap da Felicidade (1995)
- Rap das Armas (Lucano Radio Mix; 2009)

Alben
- Eu Só Quero É Ser Feliz